# Born and Raised (album de Cormega)
Pour les articles homonymes, voir Born and Raised.
Albums de Cormega
Who Am I?
(2007) Raw Forever
(2011)
Born and Raised est le cinquième album studio de Cormega, sorti le 20 octobre 2009.
À l'origine, l'album devait s'intituler Urban Legend mais sa date de sortie ayant été reportée à de nombreuses reprises et, en 2004, T.I. ayant publié un album appelé Urban Legend, Cormega a changé le nom en Born and Raised.
Born and Raised s'est classé 56e au Top R&B/Hip-Hop Albums.

## Liste des titres
| No  | Titre | Contient un (des) sample(s) de                             | Durée |
| --- | --- | ---------------------------------------------------------- | ----- |
| 1.  | Prelude / Intro (The 3rd Coming) (featuring Marley Marl – Produit par Khrysis, Cormega et Bear One)                |                                                            | 2:34  |
| 2.  | Girl (Produit par L.E.S. et Cormega)                                                                               |                                                            | 2:56  |
| 3.  | Love Your Family (featuring Havoc – Produit par Havoc)                                                             | The Best of My Love de T-Connection                        | 3:54  |
| 4.  | Get It In (featuring Lil' Fame – Produit par Easy Mo Bee)                                                          |                                                            | 3:12  |
| 5.  | The Other Side (Produit par Fizzy Womack et Cormega)                                                               |                                                            | 3:01  |
| 6.  | Live and Learn (Produit par Pete Rock)                                                                             | What More Can a Girl Ask For des Whispers                  | 2:58  |
| 7.  | Make It Clear (Produit par DJ Premier)                                                                             | I Can't Live Without Your Love de Teddy Pendergrass        | 3:03  |
| 8.  | Journey (Produit par Large Professor)                                                                              | Good Inside de Bobby Lyle                                  | 3:12  |
| 9.  | Define Yourself (featuring Tragedy Khadafi et Havoc – Produit par DR Period)                                       | Go on and Cry de Les McCann                                | 2:51  |
| 10. | What Did I Do (Produit par Nottz)                                                                                  | You're Making a Big Mistake des Hitchhikers                | 2:52  |
| 11. | Dirty Game (Produit par DJ Premier)                                                                                |                                                            | 4:01  |
| 12. | One Purpose |                                                            | 0:40  |
| 13. | Rapture (Produit par Ayatollah)                                                                                    | Mother's Theme (Mama) de Willie Hutch Size 'Em Up de Big L | 2:54  |
| 14. | Mega Fresh X (featuring DJ Red Alert, Parrish Smith, Grand Puba, KRS-One et Big Daddy Kane – Produit par Buckwild) | 9mm Goes Bang des Boogie Down Productions                  | 4:54  |